# Voom HD
Voom HD – amerykańska stacja rozrywkowa nadająca w technologii wysokiej rozdzielczości HD.
Jest wizytówką innych kanałów produkowanych przez Voom Networks. Właścicielem kanału jest Rainbow Media Holdings, a oferta programowa kanału składa się z najlepszych produkcji spółki Voom HD Networks, która w USA jest właścicielem 15 kanałów tematycznych m.in. sportowego, muzycznego, filmowego oraz lifestylowego. 80% programów jest pokazywanych w wysokiej rozdzielczości.
Voom HD oferuje programy zrealizowane w wysokiej rozdzielczości, które pochodzą z pakietu tematycznych kanałów spółki Voom HD Networks z USA. Ramówka stanowi kompilację programów stacji Equator HD, Gallery HD, Gameplay HD, Rave HD, Rush HD, Treasure HD i Ultra HD. Kanał oferuje swoim abonentom ekskluzywne programy w HD. W pakiecie znajdują się pozycje prezentujące szeroką gamę zagadnień z różnych dziedzin życia: programy przygodowo-podróżnicze, o modzie, stylach życia, sztuce, sporcie, a także koncerty na żywo i gry wideo.
Spółka Rainbow Media, odpowiedzialna za nadawanie kanału Voom HD zawiązała współpracę ze spółką medialną Chello Zone, która ma być odpowiedzialna za dystrybucję kanału Voom HD w innych częściach świata. Dzięki umowie kanał Voom HD trafił na czeski i słowacki rynek. Dostępny jest także m.in. w Szwecji, Norwegii, Estonii, Łotwie, Hongkongu, Korei i Singapurze. Z kolei w Skandynawii jest on nadawany za pośrednictwem spółki NonStop Television i Canal Digital.
Kanał VOOM HD jest oferowany w ramach sieci VOOM HD Networks, części Rainbow Media Holdings, a jego oferta programowa jest już licencjonowana do widzów w ponad 150 krajach. Spółka Chello Zone już rozpoczęła dystrybucję kanału Voom HD w Polsce w angielskiej wersji językowej. Jest dostępny m.in. dla abonentów sieci kablowej Spray oraz łódzka Toya.